# ナルボンヌ
ナルボンヌ（フランス語: Narbonne）は、フランス南西部、スペイン国境近くの都市。モンペリエからバルセロナ方面の国際列車が停車する街で、プロヴァンスからトゥールーズ、カルカソンヌやボルドーに向かう時の起点となる。
紀元前の昔から古代ローマの有力な都市の一つとして重要な役割を持っており、当時のナルボンヌ付近には野生のブドウが自生していたため、退役軍人たちがワインを生産して生計を立てていた。そのためワイン生産の歴史は古く、2006年まで「ミレジム・ビオ」（Millesime Bio）という欧州最大のオーガニックワインの展示会が開催されていた。

## 地理
市の中心部は地中海岸のラグーンのバージュ＝シジャン湖の北側にある。付近のエロール湖など5つのラグーンを含む一帯には塩性湿地、塩生植物の群落、ヨシ原、砂丘などが広がり、2006年にラムサール条約登録地となった。

## 歴史
紀元前120年のプロコンスル（前執政官）、グナエウス・ドミティウス・アヘノバルブスは、この地方を征服して属州化すると共に、ドミティア街道（Via Domitia）を建設した。ローマの植民地の基盤として、プロヴァンスからヒスパニア（現在のイベリア半島一帯）へかけて続くローマ街道であった。ナルボンヌはイタリア半島とヒスパニアを結ぶドミティア街道とアクィタニア街道（Via Aquitania）がつながった所に位置したため、地理的に非常に重要な交差点にあった。
紀元前118年、共和政ローマのルキウス・リキニウス・クラッススらがこの地に植民市を建設したことが、キケロの著作などから知られている。ナルボ・マルティウス（ラテン語: Narbo Martius）と呼ばれていた。
ガイウス・ユリウス・カエサル派とグナエウス・ポンペイウスらの元老院派との内戦に際して、マッシリア（現：マルセイユ）が元老院派に組してカエサル派へ戦闘を起こした間、カエサルはナルボンヌにベテランの軍人たちを定住させ、その港を開発しようとした。政治的にナルボンヌはマッシリアへの橋頭堡としての重要性を得た。
後に、地中海沿いのガリア南部地区は「ガリア・ナルボネンシス」という名前をつけられ、ナルボンヌはその首都とされ、ローマの強力な管理の元、都市は経済的に発展していった。
12世紀には、ナルボンヌの宮廷は宮廷風恋愛の精神がもたれた文化的な中心地の1つを担う。11、12世紀には、ナルボンヌは重要なユダヤ人の聖書解釈学の本拠地となり、それはツァルファティートとシュアディートの普及と発達に重要な役割を果たした。
14世紀に入るとナルボンヌは様々な理由のために衰退してゆく。原因のひとつは、オード川（オード県はこの川の名に因む）の変化により、オード川が氾濫し川底のドロによって船の航行が困難になってしまったこと。また時間とともにオード川の流れは沈殿物の影響で変動し、また地中海の海面が少し上昇したことで、沈泥で川の流れが絶たれたためにナルボンヌが海港としての役割を果たすことは難しくなってしまう。
16世紀に入るとナルボンヌの人々は貿易ルートを確保するためにロビーヌ運河建設という大規模な工事にとりかかった。（ロビーヌ運河は1787年にミディ運河（当時は「ロワイヤル運河」として知られた）に繋がる）。
19世紀には、フランスの南部の運河系は、拡大する鉄道網との競争に入ったが、栄えるワイン取引のために若干の重要性を保った。それゆえに、ローマ時代からの低下にもかかわらず、ナルボンヌはなんとか取引ルートとしてより限られた重要性にしがみつくことができた。

## 主な出身者
- ダヴィド・キムヒ - ヘブライ語・聖書学者（1160-1235年）
- ピエール・ルヴェルディ - 詩人（1889-1960年）
- シャルル・トレネ - 歌手
- ディミトリ・ザルゼウスキ - ラグビー選手

## 姉妹都市
- ヴェイルハイム、ドイツ
- アオスタ、イタリア
- グロッセート、イタリア
- サルフォード、イングランド